# Andreas (Nanakis)
Andreas (světským jménem: Stavros Nanakis; * 29. ledna 1957, Heráklion) je řecký pravoslavný duchovní Krétské pravoslavné církve, arcibiskup a metropolita Arkalochori, Kastelli a Viannosu.

## Život
Narodil se 29. ledna 1957 v Heráklionu.
Vystudoval pedagogickou školu ve svém rodném městě. Poté rok studoval na fakultě historie v rumunském Kluži a poté na fakultě historie, archeologie a fakultě teologie Aristotelovy univerzity v Soluni.
Na Papežském východním institutu v Římě absolvoval postgraduální studium.
Roku 1988 byl v monastýru Agarathos postižen na monacha se jménem Andreas na počest svatého Ondřeje Krétského.
Od února 1989 byl přednášejícím církevní historie na univerzitě v Soluni a roku 1991 získal doktorát teologie.
Roku 1992 byl arcibiskupem krétským Timotheosem (Papoutsakisem) rukopoložen na hierodiakon a poté na jeromonacha.
V letech 1992-1994 přednášel na různých institucích na Krétě.
Roku 2001 byl Synodem Krétské pravoslavné církve zvolen metropolitou Arkalochori, Kastelli a Viannosu.
Dne 3. listopadu 2001 proběhla jeho biskupská chirotonie.
Od 1. března do 31. srpna 2010 byl členem Svatého synodu Konstantinopolského patriarchátu.
Na výzvu konstantinopolského patriarchy Bartoloměje ke zvýšení počtu duchovních s tureckým občanstvím, které by mu umožnilo účastnit se budoucích voleb konstantinopolského patriarchy, obdržel pas tureckého občana.